# 대한민국 형사소송법 제169조
대한민국 형사소송법 제169조는 감정에 대한 형사소송법의 조문이다.

## 조문
제169조(감정)법원은 학식 경험있는 자에게 감정을 명할 수 있다.

第169條(鑑定)法院은 學識 經驗있는 者에게 鑑定을 命할 수 있다.

## 참고 문헌
- 손동권 신이철, 새로운 형사소송법(초판, 2013), 세창, 2013. ISBN 9788984114081